# استیون برکوف
استیون برکوف (انگلیسی: Steven Berkoff؛ زادهٔ ۳ اوت ۱۹۳۷) بازیگر، نویسنده و کارگردان اهل بریتانیا است. وی از سال ۱۹۶۲ میلادی تاکنون مشغول فعالیت بوده‌است.

## گزیدهٔ نقش‌آفرینی‌ها
- پرتقال کوکی
- رمبو: اولین خون قسمت دوم
- بری لیندون
- دختری با خالکوبی اژدها
- هدف متحرک
- نیکلاس و الکساندرا
- توریست
- سر در ابرها
- فصلی از زندگی بزرگان
- پلیس بورلی هیلز
- لژیونر
- سرقت
- در آغاز
- بازی منصفانه
- ان‌سی‌اس: تعقیب
- وقایع‌نگاری فرانکنشتاین
- فرزندان تلماسه فرانک هربرت
- به روسی بگو